# Pachysaga strobila
Pachysaga strobila é uma espécie de insecto da família Tettigoniidae.
É endémica da Austrália.